# Calendarul Internațional Constant
Calendarul Internațional Constant (en.: International Fixed Calendar), cunoscut și sub numele de Calendar Internațional Perpetual, Planul Cotsworth, Planul Eastman, Calendarul cu 13 luni sau Calendarul cu luni egale, este o propunere de calendar solar pentru reforma calendaristică, gândit și creat de Moses B. Cotsworth, care l-a prezentat în 1923 drept un calendar cu 13 luni a câte 28 de zile fiecare, cu o zi la sfârșitul fiecărui an care să nu aparțină niciunei luni/nici unui an. Deși nu a fost adoptat de nici o țară în mod oficial, a fost calendarul oficial folosit de firma Eastman Kodak din 1928 până în 1989.
Activitatea organizației s-a încheiat în 1930. 	
S-au remarcat încercări recente de restaurare a proiectului, mai ales în anii trecuți. 	    

## Istoric
Calendarul Internațional Perpetual se bazează pe Calendarul Pozitivist, publicat în 1849 de către filozoful francez Auguste Comte(1798-1857). Comte și-a alcătuit calendarul inspirat din calendarele polineziene. Principalele diferențe dintre Calendarul Internațional Perpetual și Calendarul Pozitivist sunt numele pe care Comte le-a dat lunilor și zilelor săptămânii. Lunile Calendarului Pozitivist erau, în ordine: Moise, Homer, Aristotel, Arhimede, Caesar, Sf. Pavel, Charlemagne, Dante, Gutenberg, Shakespeare, Descartes, Frederick și Bichat. Fiecare zi a anului a fost numită în felul acesta. Săptămânile și lunile pozitiviste încep însă cu luni, nu cu duminică. Deși calendarul pozitivist și cel solar fixează ziua anului bisect la sfărșitul anului, atât Calendarul Universal cât și cel Fixat Internațional stabilesc acea zi după luna iunie.

## Reguli
Calendarul are 13 luni cu 28 zile fiecare (deci exact 4 săptămâni) plus o zi în plus care nu aparține nici unei luni(în consecință sunt 365 de zile). Fiecare an corespunde unui an în calendarul gregorian.	
Lunile au aceleași nume ca în calendarul gregorian, cu excepția lunii Sol, stabilită între iunie și iulie.
La fel ca în calendarul gregorian, există un an bisect la fiecare 4 ani pentru a compensa cele ~365.25 zile ale anului terestru. În acel an mai apare o zi între iunie și sol.
Fiecare dintre cele 4 săptămâni ale fiecărei luni începe cu duminica și se termină cu sâmbăta, astfel încât fiecare lună arată așa:
| D  | L  | M  | Mi | J  | V  | S  |
| -- | -- | -- | -- | -- | -- | -- |
| 1  | 2  | 3  | 4  | 5  | 6  | 7  |
| 8  | 9  | 10 | 11 | 12 | 13 | 14 |
| 15 | 16 | 17 | 18 | 19 | 20 | 21 |
| 22 | 23 | 24 | 25 | 26 | 27 | 28 |

Cele 13 luni și zilele în plus se suprapun cu următoarele date din Calendarul gregorian:
| Luna               | Începe        | Se termină   |
| ------------------ | ------------- | ------------ |
| Ianuarie           | Ianuarie 1    | Ianuarie 28  |
| Februarie          | Ianuarie 29   | Februarie 25 |
| Martie             | Februarie 26  | Martie 25*   |
| Aprilie            | Martie 26*    | Aprilie 22*  |
| Mai                | Aprilie 23*   | Mai 20*      |
| Iunie              | Mai 21*       | Iunie 17*    |
| Ziua anului bisect | Iunie 17      | Iunie 17     |
| Sol                | Iunie 18      | Iulie 15     |
| Iulie              | Iulie 16      | August 12    |
| August             | August 13     | Septembrie 9 |
| Septembrie         | Septembrie 10 | Octombrie 7  |
| Octombrie          | Octombrie 8   | Noiembrie 4  |
| Noiembrie          | Noiembrie 5   | Decembrie 2  |
| Decembrie          | Decembrie 3   | Decembrie 30 |
| Ziua Anului        | Decembrie 31  | Decembrie 31 |

*Aceste date sunt cu o zi mai devreme într-un an bisect.

## Avantaje
Acest tip de calendar are câteva avantaje, legate în principal de structura sa:
- fiecare an are exact 52 de săptămâni împărțite în exact 13 luni;
- fiecare lună are exact 28 de zile împărțite în exact 4 săptămâni;
- fiecare zi a unei luni/unui an corespunde aceleiași zile ale unei săptămâni(adică ”n”-ziua unei luni/unui an este întotdeauna ziua ”m” a unei săptămâni, unde ”m” reprezintă n/7)

Comparat cu alte propuneri, acest calendar păstrează aceleași zile ale anului și aceleași zile ale săptămânii, care reprezintă două avantaje ale acestui proiect.
În calendarul gregorian, Revelionul este o sărbătoare internațională. În această propunere, această zi este obligatoriu duminică, astfel încât este oricum o zi liberă.
Acest proiect are particularitatea că numărul de sărbători naționale și internaționale care nu ”cad” la sfârșit de săptămână nu mai depind de fiecare an în parte.

## Dezavantaje
Pentru superstițioși, principalul dezavantaj ar fi că în fiecare lună există un vineri 13 și că această dată se repetă de 13 ori pe an.
Totuși, numărul 13, fiind prim și impar, pune toate activitățile efectuate în momentul de față pe o bază trimestrială care nu coincide cu lunile.
Câteva grupări religioase se opun oricărei întreruperi a duratei de șapte zile a săptămânii. Totuși, nu are nici o importanță faptul că săptămânile ar avea toate șapte zile și trecerea de la calendarul gregorian la cel stabilit internațional poate fi făcută într-un an în care 1 ianuarie ”cade” într-o duminică, fără să coincidă cu săptămâni de sine stătătoare.